# Parroquia de St. Bernard

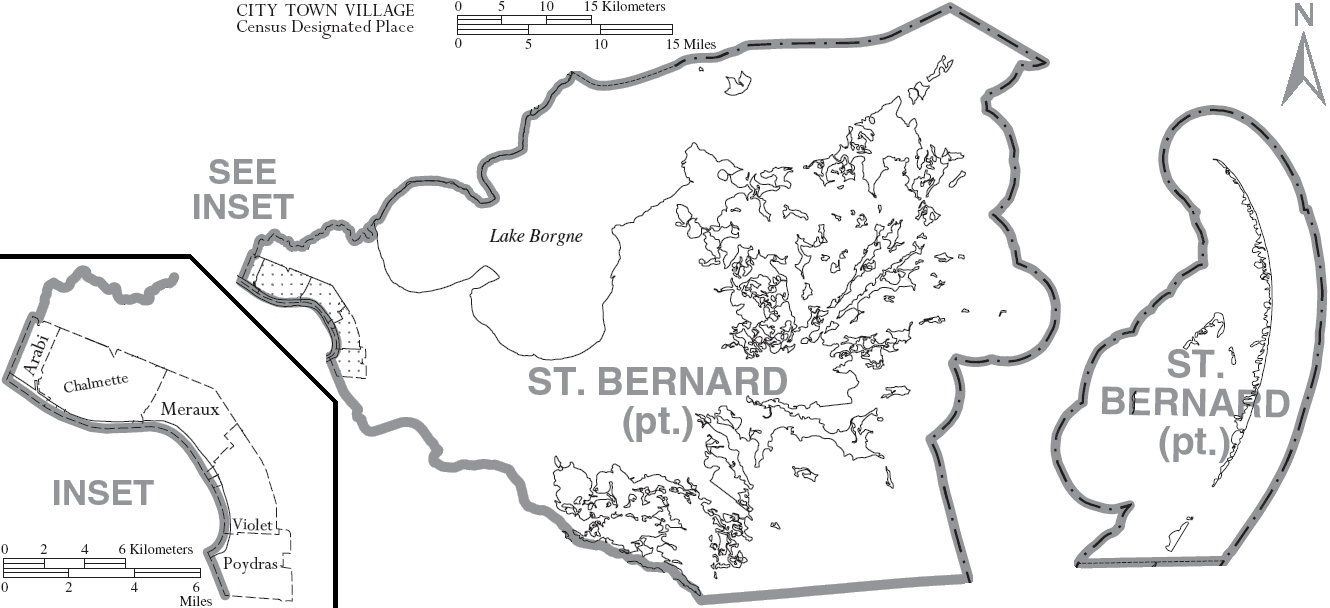
Mapa de la parroquia de St. Bernard.

La parroquia de St. Bernard (en inglés: St. Bernard Parish), fundada en 1807, es una de las 64 parroquias del estado estadounidense de Luisiana. En el año 2000 tenía una población de 67 229 habitantes con una densidad poblacional de 22 personas por km². La sede de la parroquia es Chalmette.

## Geografía
Según la Oficina del Censo, la parroquia tiene un área total de 4646 km² (1793,8 mi²), de la cual 1204 km² (464,9 mi²) es tierra y 3441 km² (1328,6 mi²) (74.07 %) es agua, siendo la parroquia de mayor superficie de agua en el estado.

### Parroquias adyacentes
- Lago Borgne - norte
- Río Misisipi - sur y oeste
- Golfo de México - este
  - Condado de Hancock (Misisipi) - orilla del agua
  - Condado de Harrison (Misisipi) - orilla del agua
- Parroquia de Plaquemines - sur
- Parroquia de Orleans - oeste y noroeste

## Carreteras
- Carretera Estatal de Luisiana 39
- Carretera Estatal de Luisiana 46
- Carretera Estatal de Luisiana 47

## Demografía
En el 2000 la renta per cápita promedia de la parroquia era de 35 939 $, y el ingreso promedio para una familia era de 42 785 $. El ingreso per cápita para la parroquia era de 16 718 $. Alrededor del 13.10 % de la población estaba bajo el umbral de pobreza nacional.
La porción más poblada de la parroquia, se ubica en las márgenes del río Misisipi, que es la parte del Área metropolitana de Nueva Orleans.
El 5,09 % de la población es de origen hispano.

## Comunidades
No existen zonas no incorporadas en la parroquia de St. Bernard.
- Greater New Orleans
  - Arabi
  - Chalmette
    - Versailles

  - Meraux
  - Violet

- Eastern St. Bernard
  - Caernarvon
  - Contreras
  - Delacroix
  - Hopedale
  - Kenilworth
  - Poydras
  - Reggio
  - St.Bernard Village
  - Shell Beach
  - Toca
  - Verret
  - Yscloskey

### Históricas
- Fazendeville
- Proctorville
- St. Malo